# Hydrocotyle acuminata
Hydrocotyle acuminata är en växtart i släktet Hydrocotyle och familjen araliaväxter.
Arten förekommer i Peru, Bolivia och västra Brasilien. Den beskrevs av Ignatz Urban 1879.